# Густаво Адолфо Бекер
Густаво Адолфо Доминикес Бастида (на испански: Gustavo Adolfo Domínguez Bastida, 17 февруари 1836 – 22 декември 1870), по-известен като Густаво Адолфо Бекер (Gustavo Adolfo Bécquer), е андалуски поет и писател на къси разкази от периода на Романтизма в испанската литература.

## Творчество
Той приема псевдонима Бекер, както по-рано прави и брат му Валериано Бекер, който е художник. Твори по време на така наречения испански Постромантизъм, докато в Испания реализмът жъне големи успехи. Сравнително прочут е в своето време, но повечето негови произведения са публикувани едва след смъртта му.
Най-известните му твори са „Рими“ както и „Легенди“, които по принцип се публикуват заедно като „Рими и легенди“ (Rimas y leyendas). Тези поеми и разкази са фундаментални за изучаването на испанската литература и се изучават от ученици в гимназиите на испаноговорещите страни.
Неговите творби интерпретират традиционната поезия и нейните тематики по нов, модерен начин, поради което Бекер е смятан за основател на испанската съвременна лиричност. Влиянието му върху поетите от XX век, чийто роден език е испанският, може да се усети в творбите на Октавио Пас и Джанина Браски.

## Стихове[1]
| Rima XXI Qué es poesía?, dices mientras clavas, en mi pupila tu pupila azul. ¿Que es poesía? ¿Y tú me lo preguntas? Poesía… eres tú. | Рима XXI - Какво е поезия? Казваш, докато забиваш в моята зеница твоята синя зеница, Какво е поезия! И ти това ме питаш? Поезия... си ти. |

| Rima XXVII Despierta, tiemblo al mirarte; dormida, me atrevo a verte. Por eso, alma de mi alma, yo velo mientras tú duermes. Despierta ríes, y al reír tus labios inquietos me parecen relámpagos de grana que serpean sobre un cielo de nieve. Dormida, los extremos de tu boca pliega sonrisa leve, suave como el rastro luminoso que deja un sol que muere. —¡Duerme! Despierta miras, y al mirar tus ojos húmedos resplandecen, como la onda azul en cuya cresta chispeando el sol hiere. Al través de tus párpados, dormida, tranquilo fulgor vierten, cual derrama de luz templado rayo lámpara transparente. —¡Duerme! Despierta hablas, y al hablar, vibrantes tus palabras parecen lluvia de perlas que en dorada copa se derrama a torrentes. Dormida, en el murmullo de tu aliento acompasado y tenue, escucho yo un poema que mi alma enamorada entiende. —¡Duerme! Sobre el corazón la mano me he puesto por que no suene su latido y de la noche turbe la calma solemne. De tu balcón las persianas cerré ya por que no entre el resplandor enojoso de la aurora y te despierte . —¡Duerme! | Рима XXVII Събуди се, треперя, докато те гледам; заспала, осмелявам се да те погледна; заради това, душа на душата ми, аз бдя докато ти спиш. Събуди се, смей се и смеейки се устните ти неспокойни ми приличат на извиващи се яркочервени светкавици върху едно снежнобяло небе. Заспала, краищата на устните ти се сгъват в лека усмивка, мека като осветената пътека, която оставя залязвашото слънце. —Заспивай! Събуди се, гледаш и гледайки твоите очи влажни блестят като синята вълна от чийто гребен искачат искри ранявайки слънцето. През клепачите ти, заспала, тих отблясък се излива, който прелива от светлина, марен лъч, прозрачна лампа. –Заспивай! Събуди се, говориш и докато говориш оживени думите ти приличат на дъжд от перли, който на струи се излива в златна чаша. Заспала, в шепота на дъха ти ритмичен и фин, слушам една поема, която влюбената ми душа разбира. –Заспивай! На сърцето ръката си поставих, за да не се чува пулсирането му и да не наруши тържествуващото спокойствие на нощта. На твоят балкон кепенците затворих вече, за да не влезе досаден отблясък на разсъмване и да те събуди. –Заспивай! |

| Rima XCI Podrá nublarse el sol eternamente; podrá secarse en un instante el mar; podrá romperse el eje de la tierra como un débil cristal. ¡Todo sucederá! Podrá la muerte cubrirme con su fúnebre crespón; pero jamás en mí podrá apagarse la llama de tu amor. | Рима XCI Може слънцето да се замъгли завинаги; Може морето да изсъхне за миг; Може оста на земята да се счупи Като крехък кристал. Всичко ще се случи! Може смъртта Да ме покрие с погребалната си лента; Но никога в мен няма да угасне Пламъкът на твоята любов. |

## Изследвания
- М.М.Фиалко. „Трагическая романтика Густаво Адольфо Беккера“. // Начало, 2010, № 22, 174 – 182.